# Phyllanthus wittei
Phyllanthus wittei là một loài thực vật có hoa trong họ Diệp hạ châu. Loài này được Robyns & Lawalr�e miêu tả khoa học đầu tiên năm 1947.